# Mary (Elefant)

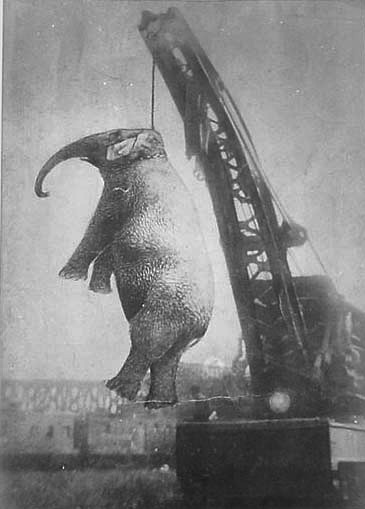
Mary, 13. September 1916, in Erwin, Tennessee

Mary († 13. September 1916 in Erwin, Tennessee, USA; genannt Mighty Mary) war ein fünf Tonnen schwerer weiblicher asiatischer Elefant. Mary wurde in Erwin gehängt.

## Leben
Über Marys Herkunft ist nichts bekannt. Sie trat als Zirkuselefant in Sparks World Famous Shows auf. Bekannt wurde sie durch die Umstände ihres Todes.
Am 11. September 1916 hatte der Zirkus in Kingsport, Tennessee, den Hotelangestellten Red Eldridge als Elefantenpfleger angeheuert. Einen Tag später, am 12. September, kam Eldridge zu Tode, als er Mary zu einer nahe gelegenen Tränke führen wollte; der Elefant hatte ihm den Kopf zertreten.
Die Unklarheit über die näheren Umstände des Unfalls führten umgehend zur Sensationsberichterstattung in der lokalen Presse. Die „mörderische Mary“ habe angeblich bereits mehrere Arbeiter auf dem Gewissen. Daraufhin forderten die Bürger lautstark „Tötet den Elefanten!“,  was den Sheriff des Ortes veranlasste, dem Zirkus jede Vorstellung zu untersagen, solange der Elefant zu ihm gehörte. Der Zirkusdirektor Charlie Sparks beschloss, dem von ihm befürchteten finanziellen Ruin entgegenzuwirken, indem er vorschlug, Mary öffentlich hinrichten zu lassen.

## Tod
Am 13. September 1916 wurde Mary mit der Eisenbahn nach Erwin transportiert, wo sich bereits 2500 Menschen, darunter auch die meisten Kinder des Ortes, am Bahnhof versammelt hatten. Vor den Augen des Publikums wurde Mary mithilfe eines auf einen Güterwagen montierten Industriekrans am Hals aufgehängt. Der erste Versuch schlug fehl, da eine Kette riss und Mary zu Boden stürzte und sich die Hüfte brach. Der zweite Versuch, das Tier aufzuhängen, gelang. Der Kadaver wurde anschließend neben der Bahnlinie vergraben.

## Hintergrund und Nachwirken
Der Tod des Elefanten Mary führte in Folge zu widersprüchlichen Geschichten und Auslegungen. So wurde ihr Fall Anfang des 20. Jahrhunderts in den USA als Beispiel für Tiermisshandlungen geführt. Von anderer Seite wurden die Geschichte wie auch ein kursierendes Hinrichtungsfoto hinsichtlich ihrer Echtheit angezweifelt. Die offensichtlich retuschierte Fotografie konnte allerdings durch weitere Aufnahmen des Ereignisses in ihrer Herkunft bestätigt werden. Ähnlich wie die Zirkuselefanten Jumbo, der 1885 mit einer Lokomotive kollidierte, oder Topsy, die 1903 „elektrokutiert“ wurde, verfügt Mary unterdessen über eine beachtliche Präsenz im englischsprachigen Internet.
Tierprozesse sind seit dem 13. Jahrhundert bis ins 18. Jahrhundert belegt; den Hintergrund dieser Rechtspraxis bildeten die Ketzer- und Hexenverfolgungen des Mittelalters und der frühen Neuzeit. In einem Tierprozess der Gegenwart wurde der „Angeklagte“ namens Taro, ein Akita Inu aus Trenton, New Jersey, bekannt als der Hund im Todestrakt; er hatte im Jahre 1991 die Nichte seines Besitzers gebissen und blieb drei Jahre im Gewahrsam des Sheriffs, bis er, unter anderem durch die Fürsprache von Brigitte Bardot, 1994 zu lebenslangem Exil begnadigt wurde.